# Проституция в Джибути
Проституция в Джибути незаконна, но к ней относятся терпимо. По оценкам ЮНЭЙДС, в стране насчитывается 2900 проституток. Многие работают в барах и ночных клубах. В городе Джибути есть квартал красных фонарей. 
Благодаря своему стратегическому положению, на базах в Джибути размещены войска из США, Китая, Франции, Японии, Саудовской Аравии, Италии, России, Испании, Германии и Великобритании. Присутствие этих военных увеличивает спрос на проституцию. В ходе расследования в 2015 году было установлено, что почти половина 775-го инженерного отряда Национальной армейской гвардии Теннесси пользовалась услугами проституток во время службы в Джибути.
Во время Первой мировой войны французы создавали военные бордели для своих солдат. Они использовались Иностранным легионом до 1978 года.
Распространённость ВИЧ среди секс-работников в стране составляет 12,9%.

## Секс-торговля
Джибути является страной происхождения, транзита и назначения для женщин и детей, подвергающихся сексуальной эксплуатации, хотя ограниченные данные о случаях торговли людьми затрудняют попытки определить полный масштаб этого явления. Мужчины, женщины и дети, в основном из Эфиопии и Сомали, и в меньшей степени из Эритреи, добровольно пересекают Джибути по пути в Йемен и другие места на Ближнем Востоке, в частности в Саудовскую Аравию, в поисках работы. Неизвестное число этих мигрантов подвергаются сексуальной эксплуатации в местах их предполагаемого назначения.
Женщины и беспризорные дети из Джибути, а также женщины-мигранты подвергаются риску сексуальной эксплуатации в городе Джибути, на транспортном коридоре Эфиопия-Джибути и в Обоке, главном пункте отправления в Йемен. Некоторые мигранты, которые могут стать жертвами незаконного ввоза, могут быть перевезены или задержаны против их воли и впоследствии подвергнуты торговле людьми и другим формам насилия в Джибути. Сообщается, что в Джибути некоторые женщины-мигранты подвергались домашнему рабству и принудительной проституции.
Закон № 133 2016 года «О борьбе с торговлей людьми и незаконным ввозом мигрантов» криминализирует все формы торговли людьми; он предусматривает наказание в виде лишения свободы на срок от пяти до десяти лет, а при наличии отягчающих обстоятельств — до 20 лет, что является достаточно строгим и соизмеримым с наказанием за другие тяжкие преступления.
Управление Государственного департамента США по контролю и борьбе с торговлей людьми относит Джибути к странам «уровня 2».